# Dronninglund
Dronninglund – miasto w Danii, w regionie Jutlandia Północna, w gminie Brønderslev. Według Urzędu Statystycznego Danii, 1 stycznia 2018 roku miejscowość liczyła 3436 mieszkańców.

## Osoby związane z miastem
- Carl Jensen (1882–1942) – duński zapaśnik